# Biblioteca Nacional de Filipinas
La Biblioteca Nacional de Filipinas (en filipino: Pambansang Aklatan ng Pilipinas o Aklatang Pambansa ng Pilipinas; en inglés: National Library of the Philippines) es la biblioteca oficial de Filipinas. Se sitúa en un parte del Parque Rizal, en la Avenida Kalaw de Manila, y a su lado se encuentra el Archivo Nacional y la Comisión Histórica Nacional de Filipinas.
En la biblioteca hay copias originales de las obras más importantes del héroe nacional, José Rizal: Noli me tangere, El filibusterismo y Mi último adiós.

## Historia
La historia de la Biblioteca Nacional de Filipinas se puede remontar al fundación del Museo-Biblioteca de Filipinas, establecido el 12 de agosto de 1887 por una orden real de España.  La biblioteca fue abierto el 10 de octubre de 1891 en la Interdencia en Intramuros, el sede de la Real Casa de la Moneda de Manila, con aproximadamente 100 libros en su colección.  Julian Romero fue el primer director de la biblioteca, mientras Benito Perdiguero fue su archivero-bibliotecario.